# FC Apelles Plauen
Der FC Apelles Plauen war ein deutscher Fußballclub aus Plauen, der bis 1919 existierte. Der Club trat im mitteldeutschen Fußball nur kurzzeitig überregional in Erscheinung.

## Verein
Apelles Plauen war im Jahr 1905 neben dem VFC Plauen Gründungsmitglied des Verbandes Plauener Ballspielvereine.
Im Anschluss agierten die Vogtländer in der Meisterschaft des Verbandes Mitteldeutscher Ballspiel-Vereine. In den Spielzeiten 1908/09 bis 1910/11 gewann der FC Apelles dreimal die Meisterschaften des Gau Vogtland, wurde aber ab 1912 vom Lokalrivalen Konkordia Plauen abgelöst. In den damit verbundenen Qualifikationen zur Mitteldeutschen Meisterschaft erreichten die Westsachsen einmal das Achtelfinale (1:5 gegen SC Erfurt) sowie zweimal das Viertelfinale, in dem sie den klar favorisierten großen sächsischen Clubs des Dresdner SC (0:2) und VfB Leipzig mit (1:3) unterlagen.
1919 fusionierte der FC Apelles mit dem Plauener BC 05 zum Plauener SuBC.

## Statistik
- Teilnahme Mitteldeutsche Meisterschaft: 1908/09, 1909/10, 1910/11